# Faiditus sicki
Faiditus sicki là một loài nhện trong họ Theridiidae.
Loài này thuộc chi Faiditus. Faiditus sicki được H. Exline & Herbert Walter Levi miêu tả năm 1962.